# Gran Premio del Bahrein 2021
Il Gran Premio del Bahrein 2021 è stata la prima prova della stagione 2021 del campionato mondiale di Formula 1. La gara si è tenuta domenica 28 marzo sul circuito di Manama ed è stata vinta dal britannico Lewis Hamilton su Mercedes, al novantaseiesimo successo nel mondiale; Hamilton ha preceduto all'arrivo l'olandese Max Verstappen su Red Bull Racing-Honda e il suo compagno di squadra, il finlandese Valtteri Bottas.
Grazie ai giri condotti in gara, Lewis Hamilton batte il record, che apparteneva a Michael Schumacher, del numero di giri condotti in testa, durante una gara valida per il campionato mondiale, arrivando a 5 126.

## Vigilia

### Sviluppi futuri
Questa stagione rappresenta l'ultimo anno della Honda come fornitrice ufficiale di power unit, dopo il ritorno avvenuto nella stagione 2015, cui fornì i propulsori alla McLaren. Pertanto sia Red Bull sia AlphaTauri, a partire dalla stagione 2022, dovranno trovare un nuovo fornitore, oppure svilupparli direttamente in proprio. Successivamente, la Red Bull annuncia che sarà in grado di essere indipendente a livello di realizzazione di power unit dopo avere siglato con la Honda un accordo per sfruttare la tecnologia della casa giapponese per quanto concerne i propulsori a partire dal 2022. La nuova divisione è stata nominata "Red Bull Powertrains Limited" e la scuderia austriaca continuerà a correre con i motori Honda, fornendoli anche all'AlphaTauri.
Gli organizzatori del Gran Premio di Spagna apportano delle modifiche alla decima curva del circuito di Catalogna, nota come La Caixa, ampliandola in uscita, dopo i lavori svoltisi nel corso della pausa invernale. La nuova conformazione della curva richiama già quella precedentemente usata tra le stagioni 1991 e 2003. La modifica al layout della pista è stata realizzata per migliorare le condizioni di sicurezza sia nelle gare automobilistiche che in quelle motociclistiche. Il tracciato presenta adesso una lunghezza di 4 675 km.
La Formula 1 rinnova la sua partnership con DHL, sponsor principale del Fastest Lap Award e del Fastest Pit Stop Award.
Gli organizzatori del nuovo Gran Premio d'Arabia Saudita, previsto inizialmente il 28 novembre, ma poi posticipato di una settimana per accomodare lo spostamento del Gran Premio d'Australia nella parte finale della stagione a causa della pandemia di COVID-19, presentano il circuito cittadino di Gedda su cui si svolgerà l'evento. Dalle simulazioni effettuate, il circuito risulta il più veloce tra tutti i circuiti cittadini dove fino a oggi il campionato mondiale di Formula 1 ha corso, con una media di 252,8 km/h dietro solo al circuito di Monza. Con 6 175 km, percorribile in senso antiorario, il circuito si posiziona solo dietro al circuito di Spa-Francorchamps in Belgio come lunghezza, mentre l'elevato numero di curve, 27, 11 a destra e 16 a sinistra, fa sì che il tracciato sia quello con il più alto numero di curve tra tutti i circuiti presenti nel calendario. Inoltre, offre tre potenziali zone del Drag Reduction System per l'utilizzo del dispositivo.
François-Xavier Demaison, ex dirigente della Volkswagen, diviene il nuovo direttore tecnico della Williams. Demaison assumerà la responsabilità generale del funzionamento tecnico dell’attività, comprese le funzioni di progettazione e aerodinamica. Il pilota titolare della scuderia di Grove, George Russell, diviene direttore della Grand Prix Drivers' Association in sostituzione di Romain Grosjean, che ha lasciato la massima categoria al termine del 2020 per approdare in IndyCar. Russell affianca Sebastian Vettel, il presidente Alexander Wurz e Anastasia Fowle.
Nel corso di questa stagione sono in programma almeno tre esperimenti per valutare l'efficacia e il potenziale di un nuovo format che introdurebbe delle gare sprint che andrebbero a formare la griglia di partenza del Gran Premio. Il nuovo format, che potrà essere applicato nel corso del 2022 a diverse altre gare, consisterebbe in una sessione di prove libere al venerdì, seguita dalle normali qualifiche; al sabato è prevista una sessione di prove libere seguita dalla gara sprint di 100 km con scelta libera a livello di mescole di gomme con la griglia di partenza stilata in base alle qualifiche del giorno precedente, con inoltre in palio dei punti per i primi tre classificati (nell'ordine 3, 2 e 1); la domenica il consueto Gran Premio con scelta libera a livello di mescole di gomme con cui partire, con la griglia di partenza stilata in base all'ordine d'arrivo della gara sprint.
La McLaren annuncia l'ingaggio del tredicenne americano Ugo Ugochukwu, vincitore del campionato FIA di karting 2020.

### Aspetti tecnici
Per questo Gran Premio la Pirelli offre la scelta tra gomme di mescola C2, C3 e C4, le tre mescole centrali della gamma.
La Federazione Internazionale dell'Automobile conferma le tre zone DRS utilizzate nel 2020 in cui i piloti possono attivare il dispositivo mobile: la prima zona è stabilita sul rettilineo dei box, con punto per la determinazione del distacco fra piloti posto prima della curva 14; la seconda zona nel tratto compreso tra le curve 3 e 4, con detection point fissato prima della prima curva; la terza zona è stabilita tra le curve 10 e 11, con punto per determinare il distacco fra piloti posto prima della curva 9.
La Federazione colloca all'esterno della quarta curva i sensori per fare rispettare ai piloti i limiti del tracciato, causa annullamento del tempo sul giro. La restrizione è applicata a partire dalla seconda sessione di prove libere del venerdì.
La Federazione stabilisce che a partire da questo Gran Premio un proprio delegato tecnico potrà effettuare delle verifiche per esaminare la conformità regolamentare delle componenti e dei software utilizzati su una vettura a estrazione. Al termine della gara, la Federazione rende noto che tra le prime dieci vetture classificate è stata sorteggiata la Mercedes di Valtteri Bottas per le verifiche tecniche. Esse sono risultate essere conformi al regolamento tecnico.

### Aspetti sportivi
La Racing Point cambia denominazione ufficiale da BWT Racing Point F1 Team in Aston Martin Cognizant F1 Team, a seguito di una decisione dell'imprenditore Lawrence Stroll, proprietario sia della scuderia sia del marchio automobilistico. La scuderia inglese utilizza la power unit Mercedes. Anche la Renault cambia il proprio nome ufficiale: viene infatti rinominata da Renault DP World F1 Team in Alpine F1 Team, poiché la casa madre desidera rilanciare il suo marchio automobilistico sportivo Alpine.
La scuderia McLaren decide di abbandonare la fornitura Renault delle power unit e si accorda con la Mercedes per un contratto quadriennale, inserendo anche un'opzione di prolungamento. La McLaren utilizzò i propulsori tedeschi già in passato, tra la stagione 1995 e 2014, con i quali vinse tre titoli piloti e un mondiale costruttori. Con l'aggiunta della McLaren, la Mercedes diviene fornitrice ufficiale di tre scuderie.
Dopo avere gareggiato sei anni con la Ferrari, il quattro volte campione del mondo di Formula 1 Sebastian Vettel cambia scuderia e passa all'Aston Martin. Al suo posto la scuderia italiana ingaggia il pilota spagnolo Carlos Sainz Jr., che si allontana quindi dalla McLaren. Il team inglese, per rimpiazzarlo, mette sotto contratto Daniel Ricciardo, che abbandona la Renault. Nel posto vacante la scuderia francese ingaggia Fernando Alonso, che ritorna nella massima serie dopo due anni di assenza, dopo avere guidato l'ultima volta per la McLaren. Alonso corse nel team transalpino anche in precedenza, per due volte, tra il 2003 e il 2006 e tra il 2008 e 2009, conquistando due titoli mondiali nel 2005 e 2006.
Sergio Pérez, dopo avere lasciato la Racing Point al termine della stagione precedente, nonostante la firma del prolungamento del contratto con la scuderia inglese avvenuta nel 2019, viene ingaggiato dalla Red Bull, in sostituzione di Alexander Albon, reduce da una stagione migliore rispetto a quella del 2019, ma non all'altezza delle aspettative della scuderia austriaca. Albon rimane comunque come terzo pilota della squadra.
Romain Grosjean e Kevin Magnussen, piloti della Haas, rispettivamente dal 2016 e dal 2017, lasciano il team alla fine del 2020. Al loro posto vengono ingaggiati due piloti che hanno preso parte al campionato di Formula 2 2020, il russo Nikita Mazepin e il tedesco Mick Schumacher, campione uscente della categoria minore, figlio del sette volte campione del mondo Michael Schumacher, nonché nipote di Ralf Schumacher. Mazepin sceglie come numero di gara il 9, utilizzato l'ultima volta dallo svedese Marcus Ericsson nel Gran Premio di Abu Dhabi 2018, mentre Schumacher il 47, utilizzato per l'ultima volta dal belga Stoffel Vandoorne nel Gran Premio del Bahrein 2016. Mazepin, inoltre, è costretto a correre da atleta neutrale usando la designazione RAF (Russian Automobile Federation) per rispettare le restrizioni imposte dal TAS di Losanna dopo la sentenza sul doping di Stato che ha coinvolto l'agenzia antidoping russa.
L'AlphaTauri conferma Pierre Gasly e annuncia l'ingaggio del giapponese Yuki Tsunoda, proveniente dal campionato di Formula 2 2020, all'esordio nella massima categoria, il quale sostituisce Daniil Kvjat, che diventa pilota di riserva per l'Alpine. Tsunoda sceglie come numero di gara il 22, utilizzato l'ultima volta da Jenson Button nel Gran Premio di Monaco 2017. Si tratta del primo giapponese a correre nella massima formula dalla stagione 2014, quando Kamui Kobayashi guidò per l'ex scuderia malese Caterham. Inoltre è il primo pilota nato negli anni 2000 a prendere parte a un campionato mondiale di Formula 1.
Inizialmente il Gran Premio era previsto come il secondo appuntamento della stagione nella sua collocazione classica in calendario, a differenza dell'edizione 2020 svoltasi nel mese di novembre in quanto posticipata a causa della pandemia di COVID-19. A causa dello spostamento della gara inaugurale del campionato, il Gran Premio d'Australia, nella parte finale di stagione per via della pandemia, il 12 gennaio 2021 la Federazione Internazionale dell'Automobile ha posticipato l'inizio del campionato di una settimana con il Gran Premio del Bahrein, così come i test prestagionali svoltisi sempre in Bahrein due settimane prima, inizialmente previsti sul tradizionale circuito di Catalogna in Spagna. L'ultima volta che il campionato mondiale di Formula 1 iniziò in Medio Oriente accadde nel 2010, quando si corse il Gran Premio del Bahrein su una però diversa configurazione del tracciato chiamata Endurance Circuit, la più lunga tra tutte le configurazioni utilizzabili del circuito di Manama, per celebrare i sessant'anni della Formula 1.
A differenza dell'edizione 2020 svoltasi a porte chiuse per via delle restrizioni legate alla pandemia di COVID-19, gli organizzatori annunciano la vendita dei biglietti. L'evento quindi prevede la presenza degli spettatori sugli spalti, ma solo quelli che hanno ricevuto il vaccino anti COVID-19 o che sono guariti dal SARS-CoV-2.
La Pirelli, fornitrice degli pneumatici, disputa il suo 400º Gran Premio nella categoria. Il primo Gran Premio a cui la Pirelli partecipò fu la gara inaugurale di Formula 1 sul circuito di Silverstone nel 1950 in occasione del Gran Premio di Gran Bretagna. Da allora, la casa di pneumatici italiana ha totalizzato 240 vittorie, 727 podi, 243 pole position e 247 giri veloci.
La Williams conferma il britannico Dan Ticktum come collaudatore, mentre Nico Hülkenberg diviene pilota di riserva sia per la Mercedes che per l'Aston Martin.
A partire da questa stagione, per la prima volta, sono due le case automobilistiche a fornire sia la safety car sia la medical car, nel corso dei Gran Premi. Oltre alla Mercedes, che ricopre questo ruolo dal 1996, la FIA sigla un accordo con la casa automobilistica inglese Aston Martin. Le vetture di sicurezza fornite dalla Mercedes presentano una colorazione rossa, a differenza di quella grigia usata nelle precedenti stagioni, mentre quelle fornite dall'Aston Martin una colorazione verde. Per questa gara la Federazione stabilisce la casa automobilistica Aston Martin come fornitrice di entrambe le vetture di sicurezza.
L'ex pilota di Formula 1 Emanuele Pirro è nominato quale commissario aggiunto per la gara. L'italiano ha svolto in passato, in diverse occasioni, tale funzione, l'ultima nella prima edizione del Gran Premio dell'Emilia-Romagna corso nel 2020.

## Prove

### Resoconto
Max Verstappen su Red Bull Racing-Honda è il pilota migliore della prima sessione del venerdì. Il tempo, 1'31"394, è poco significativo rispetto a quello del 2020, in quanto la temperatura dell'asfalto in questa sessione, 44 °C, è più elevata. L'olandese ha preceduto Valtteri Bottas, che si è concentrato molto sull'assetto, di quasi tre decimi e Lando Norris di cinque. Dopo queste due vetture, entrambe motorizzate dalla Mercedes, si è piazzato un altro pilota su una vettura a power unit tedesca, il campione del mondo in carica, Lewis Hamilton.
Charles Leclerc porta la Ferrari al quinto posto, pur soffrendo di sovrasterzo, a differenza del suo compagno di scuderia, Carlos Sainz Jr., che si trova a guidare con il sottosterzo.
Verstappen si conferma come il pilota più rapido anche nella seconda sessione. In questo caso il pilota della Red Bull Racing ha fatto meglio, per meno di un decimo, di Norris. I due sono gli unici capaci di fare segnare un tempo al di sotto del minuto e trentuno. La sessione ha mostrato una certa competitività di diversi piloti, tanto che i primi quindici tempi sono entro il secondo di distacco dal primo.
Lewis Hamilton ha ottenuto il terzo tempo, risultando più competitivo con l'utilizzo delle gomme medie che di quelle morbide. Il buon risultato per le Ferrari della prima sessione si è confermato anche alla sera, con Sainz Jr., quinto, staccato di 45 millesimi dal tempo del britannico della Mercedes.
Kimi Räikkönen è stato autore di un'uscita di pista, danneggiando solo il musetto della sua Alfa Romeo Racing.
Durante la seconda sessione di prove libere, sono stati nove, cinque a Valtteri Bottas e uno a testa a Lewis Hamilton, Yuki Tsunoda, Esteban Ocon e Mick Schumacher, i tempi cancellati dalla direzione di gara per non avere rispettato i limiti della pista alla quarta curva.
Nella notte tra il venerdì e il sabato l'AlphaTauri, rispettando il limite di tempo stabilito dal regolamento, ha sfruttato, senza ricevere sanzioni, la prima delle due possibilità concesse per le operazioni da effettuare sulle vetture.
Max Verstappen, anche al sabato, conferma la sua competitività, cogliendo il miglior crono, essendo anche l'unico pilota a scendere ancora sotto il minuto e trentuno. L'olandese ha preceduto Lewis Hamilton di sette decimi, mentre Pierre Gasly, terzo, è staccato di oltre un secondo. Alle spalle di Bottas e Pérez, ha chiuso Carlos Sainz Jr., su Ferrari, che ha fatto segnare la sua migliore prestazione utilizzando gomme medie.
Durante la terza sessione di prove libere, sono stati quattro, tre a Valtteri Bottas e uno a Yuki Tsunoda, i tempi cancellati dalla direzione di gara per non avere rispettato i limiti della pista alla quarta curva.

### Risultati
Nella prima sessione del venerdì si è avuta questa situazione:
| Pos | Nº | Pilota          | Costruttore           | Tempo    | Gap    | Giri |
| --- | -- | --------------- | --------------------- | -------- | ------ | ---- |
| 1   | 33 | Max Verstappen  | Red Bull Racing-Honda | 1'31"394 |        | 12   |
| 2   | 77 | Valtteri Bottas | Mercedes              | 1'31"692 | +0"298 | 17   |
| 3   | 4  | Lando Norris    | McLaren-Mercedes      | 1'31"897 | +0"503 | 20   |

Nella seconda sessione del venerdì si è avuta questa situazione:
| Pos | Nº | Pilota         | Costruttore           | Tempo    | Gap    | Giri |
| --- | -- | -------------- | --------------------- | -------- | ------ | ---- |
| 1   | 33 | Max Verstappen | Red Bull Racing-Honda | 1'30"847 |        | 23   |
| 2   | 4  | Lando Norris   | McLaren-Mercedes      | 1'30"942 | +0"095 | 25   |
| 3   | 44 | Lewis Hamilton | Mercedes              | 1'31"082 | +0"235 | 24   |

Nella sessione del sabato mattina si è avuta questa situazione:
| Pos | Nº | Pilota         | Costruttore           | Tempo    | Gap    | Giri |
| --- | -- | -------------- | --------------------- | -------- | ------ | ---- |
| 1   | 33 | Max Verstappen | Red Bull Racing-Honda | 1'30"577 |        | 11   |
| 2   | 44 | Lewis Hamilton | Mercedes              | 1'31"316 | +0"739 | 14   |
| 3   | 10 | Pierre Gasly   | AlphaTauri-Honda      | 1'31"583 | +1"006 | 13   |

## Qualifiche

### Resoconto
Prima delle qualifiche, i meccanici dell'AlphaTauri sostituiscono il sistema di recupero dell'energia e l'unità di controllo elettronico sulla vettura di Pierre Gasly. Il pilota francese non è penalizzato in griglia di partenza in quanto per entrambe le componenti si tratta della seconda unità.
Le prime vetture a prendere la pista, in qualifica, sono le Williams e le Haas, con Nikita Mazepin autore di un testacoda. Lando Norris batte di due secondi il tempo di Mick Schumacher; in seguito si alternano al comando della lista dei tempi Charles Leclerc, poi le due Mercedes, con Hamilton primo pilota a scendere sotto il minuto e 31 secondi. Successivamente sale Max Verstappen in cima alla graduatoria, mentre le due AlphaTauri dimostrano velocità, con Gasly che sale terzo e Tsunoda che fa meglio anche di Hamilton.
Nei minuti finali della sessione solo Verstappen e i due dell'AlphaTauri decidono di non affrontare ancora la pista, che è in corso di miglioramento. George Russell sale settimo, mentre Mazepin è nuovamente autore di un testacoda. Sebastian Vettel non riesce a migliorarsi, ed è costretto all'eliminazione. Assieme al tedesco dell'Aston Martin non passano alla fase successiva anche Esteban Ocon, Nicholas Latifi, Schumacher e Mazepin.
In Q2, malgrado la grande lotta tra i vari piloti, Mercedes, Red Bull, AlphaTauri e McLaren decidono, almeno inizialmente, per l'impiego delle gomme medie. Nei primi minuti la classifica è dominata dai piloti di Mercedes e Red Bull, con Lewis Hamilton che coglie il miglior tempo. Durante questa fase a Sergio Pérez e a Daniel Ricciardo vengono cancellati i tempi, dalla direzione di gara, per non avere rispettato i limiti della pista alla quarta curva.
La scelta dell'AlphaTauri non è premiata dai tempi, con le vetture di Faenza sopravanzate da molte altre vetture. In realtà le due vetture optano ancora per questo tipo di mescole, con Gasly che è capace di salire terzo, mentre Yuki Tsunoda è eliminato. Chi si migliora molto è Leclerc, che sale in vetta. Il monegasco viene poi battuto dall'altro ferrarista Sainz Jr.. Non passano alla Q3, oltre a Tsunoda, anche Sergio Pérez, le due Alfa Romeo Racing e Russell.
Daniel Ricciardo fissa il primo tempo di riferimento della fase conclusiva (1'31"384), battuto ampiamente da Pierre Gasly (1'30"014). Lando Norris si piazza alle spalle di Ricciardo, mentre Valtteri Bottas è solo a due decimi dal tempo del francese. Poco dopo è Hamilton a prendere il comando, scendendo sotto il minuto e 30, e Carlos Sainz Jr. è quarto. L'unico a battere Hamilton è Max Verstappen, che fa meglio per due soli millesimi. Stroll, Leclerc e Alonso attendono la seconda parte della Q3, per effettuare un solo tentativo veloce.
Lance Stroll si installa in sesta posizione. Bottas, primo a tentare per il secondo giro rapido, scalza Gasly dal terzo posto, facendo anche meglio di Hamilton, ed è capace di porsi al comando della lista dei tempi. Gasly non riesce a migliorare il quarto posizionamento in classifica; in seguito Max Verstappen ottiene la pole position, con un tempo inferiore al minuto e 29 secondi. Con il suo unico tentativo Charles Leclerc è quarto.
Verstappen fa sua la quarta pole position in carriera; per la prima volta, dal 2013, la prima partenza al palo della stagione non è conquistata da una vettura motorizzata Mercedes.
Al termine delle qualifiche i commissari sportivi decidono di non assegnare delle sanzioni per Esteban Ocon, Lance Stroll, Sebastian Vettel e George Russell per non avere rispettato la bandiera gialla esposta all'ottava curva durante la Q1, a seguito del testacoda di Mazepin. Nel tratto interessato, i piloti hanno tenuto una velocità non particolarmente elevata, così come altre tre vetture transitate nel medesimo tratto.

### Risultati
Nella sessione di qualifica si è avuta questa situazione:
| Pos                         | Nº | Pilota             | Costruttore               | Q1       | Q2       | Q3       | Griglia |
| --------------------------- | -- | ------------------ | ------------------------- | -------- | -------- | -------- | ------- |
| 1                           | 33 | Max Verstappen     | Red Bull Racing-Honda     | 1'30"499 | 1'30"318 | 1'28"997 | 1       |
| 2                           | 44 | Lewis Hamilton     | Mercedes                  | 1'30"617 | 1'30"085 | 1'29"385 | 2       |
| 3                           | 77 | Valtteri Bottas    | Mercedes                  | 1'31"200 | 1'30"186 | 1'29"586 | 3       |
| 4                           | 16 | Charles Leclerc    | Ferrari                   | 1'30"691 | 1'30"010 | 1'29"678 | 4       |
| 5                           | 10 | Pierre Gasly       | AlphaTauri-Honda          | 1'30"848 | 1'30"513 | 1'29"809 | 5       |
| 6                           | 3  | Daniel Ricciardo   | McLaren-Mercedes          | 1'30"795 | 1'30"222 | 1'29"927 | 6       |
| 7                           | 4  | Lando Norris       | McLaren-Mercedes          | 1'30"902 | 1'30"099 | 1'29"974 | 7       |
| 8                           | 55 | Carlos Sainz Jr.   | Ferrari                   | 1'31"653 | 1'30"009 | 1'30"215 | 8       |
| 9                           | 14 | Fernando Alonso    | Alpine-Renault            | 1'30"863 | 1'30"595 | 1'30"249 | 9       |
| 10                          | 18 | Lance Stroll       | Aston Martin-Mercedes     | 1'31"261 | 1'30"624 | 1'30"601 | 10      |
| 11                          | 11 | Sergio Pérez       | Red Bull Racing-Honda     | 1'31"165 | 1'30"659 | N.D.     | 11      |
| 12                          | 99 | Antonio Giovinazzi | Alfa Romeo Racing-Ferrari | 1'30"998 | 1'30"708 | N.D.     | 12      |
| 13                          | 22 | Yuki Tsunoda       | AlphaTauri-Honda          | 1'30"607 | 1'31"203 | N.D.     | 13      |
| 14                          | 7  | Kimi Räikkönen     | Alfa Romeo Racing-Ferrari | 1'31"547 | 1'31"238 | N.D.     | 14      |
| 15                          | 63 | George Russell     | Williams-Mercedes         | 1'31"316 | 1'33"430 | N.D.     | 15      |
| 16                          | 31 | Esteban Ocon       | Alpine-Renault            | 1'31"724 | N.D.     | N.D.     | 16      |
| 17                          | 6  | Nicholas Latifi    | Williams-Mercedes         | 1'31"936 | N.D.     | N.D.     | 17      |
| 18                          | 5  | Sebastian Vettel   | Aston Martin-Mercedes     | 1'32"056 | N.D.     | N.D.     | 20      |
| 19                          | 47 | Mick Schumacher    | Haas-Ferrari              | 1'32"449 | N.D.     | N.D.     | 18      |
| 20                          | 9  | Nikita Mazepin     | Haas-Ferrari              | 1'33"273 | N.D.     | N.D.     | 19      |
| Tempo limite 107%: 1'36"833 |    |                    |                           |          |          |          |         |

In grassetto sono indicate le migliori prestazioni in Q1, Q2 e Q3.

## Gara

### Resoconto
Prima del Gran Premio Sebastian Vettel viene convocato dai commissari sportivi per non avere rispettato una doppia bandiera gialla alla prima curva durante la Q1, per via del testacoda di Mazepin. Il pilota tedesco dell'Aston Martin viene penalizzato di cinque posizioni sulla griglia di partenza e di tre punti sulla superlicenza per non avere rallentato a sufficienza durante l'esposizione delle bandiere gialle.
Nel corso del giro di formazione Sergio Pérez rimane fermo lungo la pista con la sua Red Bull Racing. La procedura di partenza viene interrotta, con i piloti che compiono un secondo giro, e il messicano costretto a partire dalla corsia dei box.
Al via Max Verstappen riesce a mantenere il comando, davanti a Lewis Hamilton, mentre Valtteri Bottas viene passato da Charles Leclerc. Nelle retrovie Nikita Mazepin va in testacoda e colpisce le barriere. La direzione di gara invia in pista la safety car. Alla ripartenza Leclerc attacca Hamilton, che si difende e, a sua volta, prova a passare Verstappen, ma senza successo. Pierre Gasly perde l'alettone anteriore, dopo un contatto con Daniel Ricciardo. Pérez effettua la sua prima sosta, ma rimane con gomme medie. A seguito dell'incidente di Gasly viene imposta, brevemente, la virtual safety car.
Al quarto giro Leclerc cede la posizione a Bottas e, al nono giro, è costretto a subire il sorpasso anche da Norris, dopo una bella lotta. Nello stesso giro Lance Stroll prende la settima piazza a Fernando Alonso. Lo spagnolo si ferma, per il cambio gomme, al decimo passaggio. Al dodicesimo giro effettuano il pit stop Norris, Leclerc e Stroll. Un giro dopo è il turno per Hamilton, che opta per mescola dura. Anche Daniel Ricciardo va ai box; un problema al cambio gomme gli fa perdere diversi secondi. Hamilton rientra in gara quarto, ma passa subito Carlos Sainz Jr., che, poco dopo, si ferma per il cambio gomme.
Valtteri Bottas attende il sedicesimo giro per la sua sosta: come Hamilton passa alle gomme hard. Verstappen, dopo avere notato delle vibrazioni alle gomme, si ferma al diciassettesimo giro. La classifica vede ora al comando Lewis Hamilton, davanti a Verstappen, Bottas, Pérez, Norris e Leclerc. Il messicano della Red Bull si ferma, per la seconda volta, al diciannovesimo giro. Il giro successivo Sainz Jr. lotta con Sebastian Vettel e Fernando Alonso, riuscendo a sorpassare entrambi, portandosi all'ottavo posto. Nel giro seguente Alonso cede anche a Pérez, mentre Vettel, che non ha ancora effettuato la sua sosta, va lungo in frenata. Pochi giri dopo Pérez è capace di avere la meglio su Sainz Jr..
Hamilton si ferma ancora, al ventottesimo giro, e monta di nuovo gomme dure. Verstappen torna così a condurre la gara. Vanno ai box anche Stroll, Alonso e Bottas (il suo pit stop non è però perfetto). Ciò fa scalare terzo Lando Norris e quarto Charles Leclerc. Il monegasco è poi passato da Bottas, che recupera il terzo posto, dopo la seconda fermata ai box per Norris.
Max Verstappen conduce con oltre 17 secondi di vantaggio su Hamilton, quasi 34 su Bottas e 41"5 su Sergio Pérez, che ha recuperato diverse posizioni, sfruttando le soste degli altri piloti. Sainz Jr. è quinto, fino al trentaseiesimo giro, quando è chiamato ai box per la seconda sosta. Seguono Norris e Leclerc. Anche Pérez è di nuovo ai box, al trentottesimo passaggio. Il pilota della Red Bull rientra in gara ottavo, ma risale passando Stroll, nel giro successivo a quello del rientro in pista.
Max Verstappen aspetta il trentanovesimo passaggio per la sua sosta: rientra in gara secondo, alle spalle di Lewis Hamilton. L'olandese, con gomme nuove, riduce, di giro in giro, lo svantaggio su Hamilton, riuscendo a passarlo al cinquantatreesimo giro. La scuderia, però, lo invita a restituire la posizione a Hamilton, in quanto Verstappen, per effettuare la manovra, ha oltrepassato i limiti della pista, alla quarta curva. Nel frattempo, l'altro pilota della Red Bull, Sergio Pérez, ha guadagnato altre due posizioni, su Ricciardo e Leclerc, ponendosi al quinto posto.
Negli ultimi giri di gara Verstappen non trova più il ritmo per avvicinarsi a Hamilton, che ottiene, in questo modo, la sua novantaseiesima vittoria nel campionato mondiale. Per Hamilton è la quindicesima stagione consecutiva con almeno una vittoria, esattamente come Michael Schumacher. Hamilton batte, invece, il record di giri in testa, che apparteneva sempre al tedesco. Il britannico non vinceva la gara inaugurale da cinque stagioni. L'altro pilota della Mercedes, Bottas, completa il podio, davanti a Norris. Yuki Tsunoda, al suo esordio iridato, termina nono, conquistando subito i suoi primi punti. È il primo pilota giapponese a farlo dopo Kamui Kobayashi nel Gran Premio del Brasile 2012, dove terminò nono. L'ultimo pilota a cogliere punti nella prima gara era stato Stoffel Vandoorne, nel Gran Premio del Bahrein 2016.

### Risultati
I risultati del Gran Premio sono i seguenti:
| Pos | Nº | Pilota             | Costruttore               | Giri | Tempo/Ritiro     | Griglia | Punti |
| --- | -- | ------------------ | ------------------------- | ---- | ---------------- | ------- | ----- |
| 1   | 44 | Lewis Hamilton     | Mercedes                  | 56   | 1h32'03"897      | 2       | 25    |
| 2   | 33 | Max Verstappen     | Red Bull Racing-Honda     | 56   | +0"745           | 1       | 18    |
| 3   | 77 | Valtteri Bottas    | Mercedes                  | 56   | +37"383          | 3       | 16    |
| 4   | 4  | Lando Norris       | McLaren-Mercedes          | 56   | +46"466          | 7       | 12    |
| 5   | 11 | Sergio Pérez       | Red Bull Racing-Honda     | 56   | +52"047          | PL      | 10    |
| 6   | 16 | Charles Leclerc    | Ferrari                   | 56   | +59"090          | 4       | 8     |
| 7   | 3  | Daniel Ricciardo   | McLaren-Mercedes          | 56   | +1'06"004        | 6       | 6     |
| 8   | 55 | Carlos Sainz Jr.   | Ferrari                   | 56   | +1'07"100        | 8       | 4     |
| 9   | 22 | Yuki Tsunoda       | AlphaTauri-Honda          | 56   | +1'25"692        | 13      | 2     |
| 10  | 18 | Lance Stroll       | Aston Martin-Mercedes     | 56   | +1'26"713        | 10      | 1     |
| 11  | 7  | Kimi Räikkönen     | Alfa Romeo Racing-Ferrari | 56   | +1'28"864        | 14      |       |
| 12  | 99 | Antonio Giovinazzi | Alfa Romeo Racing-Ferrari | 55   | +1 giro          | 12      |       |
| 13  | 31 | Esteban Ocon       | Alpine-Renault            | 55   | +1 giro          | 16      |       |
| 14  | 63 | George Russell     | Williams-Mercedes         | 55   | +1 giro          | 15      |       |
| 15  | 5  | Sebastian Vettel   | Aston Martin-Mercedes     | 55   | +1 giro          | 20      |       |
| 16  | 47 | Mick Schumacher    | Haas-Ferrari              | 55   | +1 giro          | 18      |       |
| 17  | 10 | Pierre Gasly       | AlphaTauri-Honda          | 52   | Cambio           | 5       |       |
| 18  | 6  | Nicholas Latifi    | Williams-Mercedes         | 51   | Turbocompressore | 17      |       |
| Rit | 14 | Fernando Alonso    | Alpine-Renault            | 32   | Freni            | 9       |       |
| Rit | 9  | Nikita Mazepin     | Haas-Ferrari              | 0    | Incidente        | 19      |       |

Valtteri Bottas riceve un punto addizionale per avere segnato il giro più veloce della gara.

## Classifiche mondiali

### Piloti
| Pos | Pilota           | Punti |
| --- | ---------------- | ----- |
| 1   | Lewis Hamilton   | 25    |
| 2   | Max Verstappen   | 18    |
| 3   | Valtteri Bottas  | 16    |
| 4   | Lando Norris     | 12    |
| 5   | Sergio Pérez     | 10    |
| 6   | Charles Leclerc  | 8     |
| 7   | Daniel Ricciardo | 6     |
| 8   | Carlos Sainz Jr. | 4     |
| 9   | Yuki Tsunoda     | 2     |
| 10  | Lance Stroll     | 1     |

### Costruttori
| Pos | Costruttore           | Punti |
| --- | --------------------- | ----- |
| 1   | Mercedes              | 41    |
| 2   | Red Bull Racing-Honda | 28    |
| 3   | McLaren-Mercedes      | 18    |
| 4   | Ferrari               | 12    |
| 5   | AlphaTauri-Honda      | 2     |
| 6   | Aston Martin-Mercedes | 1     |